# 布林德海姆
布林德海姆（德語：Blindheim，發音：[ˈblɪnthaɪm]），以其史上英文名布莱尼姆（英語：Blenheim，/ˈblɛnɪm/ BLEN-im；又译“布伦海姆”）为人熟知，是德国巴伐利亚州施瓦本行政区多瑙河畔迪林根县的市镇，面积26.4平方千米，2023年12月31日人口为1,863人。以西班牙王位继承战争中的布伦海姆战役而知名，英国的布莱尼姆宫以此地命名。